# Fryderyk I Szwabski
Fryderyk I Szwabski (ur. ok. 1050 r.; zm. 1105 r., przed 21 lipca) – książę Szwabii od 1079 r.
Fryderyk I Szwabski był synem Fryderyka z Büren. Już jako hrabia rozpoczął tworzenie potęgi rodu. Na jego polecenie wzniesiono zamek Stauf (później Hohenstaufen), od którego jego ród wziął nazwę.
Na Wielkanoc 1079 r. w Ratyzbonie otrzymał od cesarza Henryka IV księstwo Szwabii. Cesarz zaręczył go również w 1089 ze swoją córką Agnieszką von Waiblingen. Fryderyk musiał walczyć o Szwabię z Bertoldem Szwabskim synem Rudolfa Szwabskiego. W 1097 r. cesarz pogodził się Bertoldem II z Zähringen, następcą Bertolda Szwabskiego. Fryderyk rządził wówczas faktycznie tylko na północy Szwabii.
Fryderyk I Szwabski powiększył posiadłości rodowe o dobra na terenie Palatynatu i nad Dunajem. W czasie włoskiej wyprawy cesarza był naczelnym dowódcą wojsk cesarskich w Niemczech.
Według Gesta Friderici autorstwa Otto z Freising, książę zmarł w "podeszłym wieku". Spoczął w ufundowanym przez siebie opactwie benedyktynów w Kloster Lorch.

## Rodzina
Fryderyk I Szwabski i Agnieszka mieli jedenaścioro dzieci:
- Heilika (zm. zapewne po 1110 r.), pochowana w klasztorze Ensdorf, ∞ Fryderyk III z Lengenfeld (zm. 3 kwietnia 1119 r.), pochowany w Ensdorf
- Bertrada (Berta) (ur. ok. 1088/89, zm. po 1120 r., przed 1142 r.), ∞ I Adalbert von Ravenstein, hrabia Elchingen i Irrenberg, II hrabia Henryk von Aichelberg
- Fryderyk II Jednooki (ur. 1090 r.; zm. 1147 r.) książę szwabski 1105–1147, 
  - ∞ I ok. 1119–1121 Judyta Bawarska, córka księcia Henryka Czarnego z dynastii Welfów,
  - ∞ II ok. 1132–1133 Agnieszka z Saarbrücken, córka hrabiego Fryderyka I z Saargau
- Hildegarda
- Konrad III (ur. 1093 r.; zm. 1152 r.) książę Frankonii 1116–1120, król niemiecki 1138–1152,
  - ∞ I ok. 1115 r. Gertruda von Kulmbach, córka hrabiego Henryka z Rothenburga,
  - ∞ II przed 1134 r. Gertruda von Sulzbach (zm. 1146 r.), córka hrabiego Berengara I;
  - pozamałżeński związek z Gerbergą liberrimae conditionis
- Gizela
- Henryk (zm. przed 1102 r.)
- Beatrycze, założyła 1146 klasztor Michaelstein
- Kunegunda (Kunizza) ∞ książę Heinrich
- Zofia ∞ hrabia Adalbert
- Fides (Gertruda), wzmiankowana 1136–1182, założyła 1157 r. klasztor św. Teodora w Bambergu; zm. tamże jako zakonnica,
  - ∞ Hermann von Stahleck (zm. 2 października 1156 r. w Ebrach)

## W kulturze
W serii gier wideo Crusader Kings jednym z grywalnych władców jest Friedrich von Hohenstaufen, przedstawiony jako hrabia Ravensburga.

## Literatura
- Zotz, Thomas, [w:] Handbuch der Baden-Württembergischen Geschichte Bd. 1,1, Stuttgart 2001.
- Zettler, Alfons, Geschichte des Herzogtums Schwaben, Stuttgart 2003.
- Bühler, Heinz, Zur Geschichte der frühen Staufer - Herkunft und sozialer Rang unbekannter Staufer, in Hohenstaufen Veröffentlichungen des Geschichts- und Altertumsvereins Göppingen, 10. Folge, Göppingen 1977.
- Fischer, Isidor, Heimatgeschichte von Weißenstein und Umgebung, Schwäbisch Gmünd 1928.